# Cyclaulacidea pottsae
Cyclaulacidea pottsae är en stekelart som beskrevs av Leathers 2005. Cyclaulacidea pottsae ingår i släktet Cyclaulacidea och familjen bracksteklar. Inga underarter finns listade i Catalogue of Life.